# Turecká líska v Ronově
Turecká líska v Ronově nad Doubravou, také známám jako Ronovská líska, byl významný památný strom, který je spojován s řadou osobností, jako jsou například Ing. Pavel Kyzlík, akademický malíř Jaroslav Turek a krajinář Antonín Chittussi. Líska uschla během zimy na přelomu let 2010 a 2011.

## Základní údaje
- název: Turecká líska v Ronově, Ronovská líska
- výška: 15 m[1]
- obvod: 229 cm[1]
- věk: 100 let, téměř 200 let
- finalista soutěže Strom roku 2005

## Stav stromu a údržba
Ronovská líska byla typická svým habitem, trojsměrně vějířovitým větvením. Začala usychat po smrti Jaroslava Turka roku 2005. V roce 2010 měla ještě dvě živé větve, na jaře 2011 již neobrazila. Strom byl ořezán a ponechán na místě jako přírodní socha.

## Další zajímavosti
Odborník na památné stromy Pavel Kyzlík na Ronovskou lísku vzpomínal jako na vůbec první strom, který poznal v Pardubickém kraji, když roku 1960 dostal první umístěnku na lesní závod Ronov nad Doubravou. Z Ronova rovněž pochází (a je zde i pochován) malíř památných stromů Jaroslav Turek, narodil se zde i krajinář Antonín Chittussi.
Lísce byl věnován prostor i v pořadu České televize Paměť stromů, konkrétně v dílu č. 2: Pražské památné stromy, kde byla (2003) srovnávána s tehdy krátce zaniklou tureckou lískou na Strahově. O dva roky později se dostala mezi finalisty ankety Strom roku 2005, kde s počtem 1431 hlasů dosáhla devátého místa.

## Památné a významné stromy v okolí
- Žižkův dub (Třemošnice)
- Platan v Běstvině